# Hrithik Roshan
Hrithik Roshan (hindi : ऋतिक रोशन), (Pendjabi: ਰਿਤਿਕ ਰੌਸ਼ਨ) surnommé Duggu est un acteur indien né le 10 janvier 1974 à Bombay (Inde). Considéré comme l’un des acteurs les plus sexy de la planète, il accède à la célébrité dès son premier film, Kaho Naa... Pyaar Hai. Depuis l'acteur s'est construit une carrière solide en jouant dans des films de genres variés comme le drame Fiza (2000), la romance Kabhi Khushi Kabhie Gham (2001) ou le film d'action Lakshya (2004). L'acteur fut lauréat à plusieurs reprises lors de la cérémonie des Filmfare Awards dans la catégorie du meilleur acteur : Koi... mil gaya (2003), Dhoom 2 (2006), Jodhaa-Akbar (2008). Ces nombreux prix et succès en font une des plus grandes vedettes du cinéma hindi.

## Jeunesse et vie privée
Hrithik Roshan fait, comme de nombreux autres acteurs de Bollywood, partie d'une famille largement impliquée dans cette industrie. Les plus connus sont son père, Rakesh Roshan, acteur, réalisateur et producteur, et son oncle, Rajesh Roshan, compositeur. Il envisage de quitter l'industrie du cinéma lorsque son père est la cible de la mafia locale. Hrithik Roshan étudie au lycée Bombay Scottish School, puis il intègre l'université Sydenham pour une licence de commerce.
Le 20 décembre 2000 il se marie à Suzanne Khan, fille de l'acteur Sanjay Khan et sœur de Zayed Khan. Ils ont deux fils, Hrehaan, né le 28 mars 2006, et Hridhaan, né le 1er mai 2008. Le couple divorce en novembre 2014.

## Carrière

### Débuts (2000-2002)
Hrithik Roshan travaille pendant de nombreuses années sur les tournages de son père Rakesh Roshan ; il nettoie le sol, sert du thé aux stars pour apprendre le métier. Il est assistant réalisateur sur Koyla réalisé par son père.
La carrière d'acteur de Hrithik Roshan commence en 2000 avec le rôle de Rohit/Raj Chopra dans Kaho Naa... Pyaar Hai avec Amisha Patel, son énorme succès engendre une « Hrithikmania » en Inde.
L'acteur apparaît ensuite dans Fiza où il donne la réplique à Jaya Bachchan et Karishma Kapoor, Hrithik Roshan interprète le rôle d'Aman un jeune musulman qui sombre dans le terrorisme pendant les émeutes de Bombay en 1992. Pour son rôle Hrithik Roshan reçoit une nomination aux Filmfare Awards dans la catégorie meilleur acteur.
Enfin l'acteur ferme l'année avec le film d'action Mission Kashmir qui s'en sort honorablement au box-office.
En 2001, il revient avec Kabhi Khushi Kabhie Gham (La Famille indienne). Le film est un grand succès pour son interprétation. Il récolte une nomination aux Filmfare Awards dans la catégorie meilleur acteur dans un second rôle masculin de plus son alchimie avec Kareena Kapoor est saluée par la critique et les fans. 
Les films suivants Yaadein (2001), Aap Mujhe Achche Lagne Lage (2002), Na Tum Jaano Na Hum (2002), Mujhse Dosti Karoge! (2002) n'ont pas de succès.

### Succès (depuis 2003)
En 2003 Hrithik Roshan est à l'affiche du film de science fiction Koi... mil gaya le film est un immense succès commercial, la prestation de Hrithik Roshan est couronnée par le « Prix du Meilleur acteur » aux Filmfare Awards, Hrithik entre dans le Top 3 des acteurs indiens les plus bankables et s'y maintient de 2003 à 2006.
L'année suivante Hrithik Roshan interprète le rôle d'un capitaine de l'armée indienne Karan Shergill qui se retrouve noyé dans la guerre du  Kargil. La critique apprécie l'interprétation de l'acteur et il récolte une nomination aux Filmfare Awards dans la catégorie meilleur acteur masculin.
En 2006, il joue dans Krrish, une suite de Koi... mil gaya dans laquelle il incarne un héros masqué aux pouvoirs surnaturels, puis dans Dhoom 2, un film d'action où il tient le rôle du méchant au côté de la belle Aishwarya Rai. Les deux films sont les plus grands succès de l'année à Bollywood et cela fait de Hrithik Roshan l'acteur le mieux payé du cinéma indien.
En 2008, il est à l'affiche de Jodhaa-Akbar d'Ashutosh Gowariker (Lagaan et Swades). Le film retrace l'histoire d'amour de l'empereur musulman Akbar et de la princesse hindoue Jodhaabhai, interprétée par Aishwarya Rai, le long métrage est une réussite commerciale. Ce film permet en outre à Hrithik Roshan de recevoir son quatrième Filmfare Awards du meilleur acteur.
En 2009, il fait une apparition dans Luck by Chance réalisé par Zoya Akhtar.
En 2010, Kites la superproduction réalisé par Anurag Basu et produite par son père Rakesh Roshan est un gros échec en Inde ainsi qu'aux États-Unis, au Royaume-Uni et au Canada. La même année, on le voit dans Guzaarish réalisé par Sanjay Leela Bhansali, où il joue un handicapé paraplégique veillé par Aishwarya Rai. Ce mélodrame à l'esthétique très travaillée est diversement accueilli par les critiques et boudé par le public.
Ses deux sorties suivantes lui permettent de retrouver les faveurs du public. Dans Zindagi Na Milegi Dobara, un road movie de Zoya Akhtar, il trouve l'amour dans les bras de Katrina Kaif puis dans Agneepath (Karan Malhotra, 2012) il reprend le personnage incarné par Amitabh Bachchan en 1990.
Durant le tournage de Bang Bang!, il est victime d'un traumatisme à la tête qui le contraint à subir une intervention chirurgicale en juillet 2013.

## Anecdotes

### Hrithikmania
Une hystérie sans précédent, connue sous le nom de « hrithikmania », a fait suite à la sortie de Kaho Naa... Pyaar Hai en 2000. L'acteur reçoit 30 000 demandes en mariage à la Saint-Valentin cette année-là.
Hrithik Roshan est considéré comme l'un des meilleurs danseurs du cinéma indien. Il mesure 1,84 m et ses yeux sont verts. Sa main droite comporte un pouce surnuméraire.

### Diffamations
Il a été la victime d'une campagne de diffamation en 2000. Des rumeurs racontaient qu'il avait dit dans une interview détester le Népal et ses habitants. Cela a eu de graves conséquences au Népal puisque les cinémas montrant ses films furent mis à sac, ses posters brûlés, les films indiens bannis et plusieurs personnes tuées par la police. Les évènements ont fait les gros titres dans le monde entier. Le mouvement anti Hrithik s'est rapidement achevé quand il s'est avéré que ces rumeurs ont été répandues par un tiers malveillant, probablement la mafia locale qui voulait se venger de ne pas avoir obtenu les droits étrangers du film Kaho Naa... Pyaar Hai. L'actrice d'origine népalaise Manisha Koirala a joué un grand rôle en affirmant aux Népalais que toutes ces accusations étaient fausses.

## Filmographie
| Année | Film                                           | Rôle                                | Réalisateur                     | Partenaire(s)                                                                           | Autres notes                            |
| ----- | ---------------------------------------------- | ----------------------------------- | ------------------------------- | --------------------------------------------------------------------------------------- | --------------------------------------- |
| 1980  | Aasha                                          | Enfant acteur                       | J. Om Prakash                   |                                                                                         |                                         |
| 1980  | Aap Ke Deewane                                 | Enfant acteur                       | Surendra Mohan                  |                                                                                         |                                         |
| 1986  | Bhagwan Dada                                   | Govinda (Enfant acteur)             | J. Om Prakash                   |                                                                                         |                                         |
| 2000  | Kaho Naa... Pyaar Hai                          | Rohit/Raj Chopra                    | Rakesh Roshan                   | Amisha Patel                                                                            |                                         |
| 2000  | Fiza                                           | Amaan Ikramullah                    | Khalid Mohamed                  | Karisma Kapoor, Jaya Bachchan, Manoj Bajpai                                             |                                         |
| 2000  | Mission Kashmir                                | Altaf Khan                          | Vidhu Vinod Chopra              | Preity Zinta, Sanjay Dutt                                                               |                                         |
| 2001  | Yaadein                                        | Ronit Malhotra                      | Subhash Ghai                    | Kareena Kapoor, Jackie Shroff, Amrish Puri                                              |                                         |
| 2001  | Kabhi Khushi Kabhie Gham (La Famille indienne) | Rohan Raichand                      | Karan Johar                     | Shahrukh Khan, Kajol, Amitabh Bachchan, Jaya Bachchan, Kareena Kapoor                   |                                         |
| 2002  | Aap Mujhe Achche Lagne Lage                    | Rohit                               | Vikram Bhatt                    | Amisha Patel                                                                            |                                         |
| 2002  | Na Tum Jaano Na Hum                            | Rahul Sharma                        | Arjun Sablok                    | Saif Ali Khan, Esha Deol                                                                |                                         |
| 2002  | Mujhse Dosti Karoge!                           | Raj Malhotra                        | Kunal Kohli                     | Rani Mukherjee, Kareena Kapoor                                                          |                                         |
| 2003  | Main Prem Ki Diwani Hoon                       | Prem Kishen Mathur                  | Sooraj R. Barjatya              | Kareena Kapoor, Abhishek Bachchan                                                       |                                         |
| 2003  | Koi... Mil Gaya                                | Rohit Mehra                         | Rakesh Roshan                   | Preity Zinta, Rekha                                                                     |                                         |
| 2004  | Lakshya                                        | Karan Shergill                      | Farhan Akhtar                   | Preity Zinta                                                                            |                                         |
| 2006  | Krrish                                         | Krishna Mehra (Krrish)/ Rohit Mehra | Rakesh Roshan                   | Priyanka Chopra, Rekha, Naseeruddin Shah                                                |                                         |
| 2006  | Dhoom 2                                        | Aryan/M. A                          | Sanjay Gadhvi                   | Abhishek Bachchan, Uday Chopra, Aishwarya Rai, Bipasha Basu                             |                                         |
| 2006  | I See You                                      |                                     | Vivek Agrawal                   |                                                                                         | Item Number dans la chanson Subah Subah |
| 2007  | Om Shanti Om                                   | Lui-même                            | Farah Khan                      | Shahrukh Khan                                                                           | Participation exceptionnelle            |
| 2008  | Jodhaa Akbar                                   | Jalaluddin Mohammad Akbar           | Ashutosh Gowariker              | Aishwarya Rai, Sonu Sood                                                                |                                         |
| 2008  | Krazzy 4                                       |                                     | Jaideep Sen                     |                                                                                         | Item number                             |
| 2009  | Luck by Chance                                 | Zaffar Khan                         | Zoya Akhtar                     | Farhan Akhtar, Konkona Sen Sharma                                                       | Participation exceptionnelle            |
| 2010  | Kites                                          | Jay                                 | Anurag Basu                     | Kangana Ranaut, Barbara Mori                                                            |                                         |
| 2010  | Guzaarish                                      | Ethan Mascarenhas                   | Sanjay Leela Bhansali           | Aishwarya Rai                                                                           |                                         |
| 2011  | Zindagi Na Milegi Dobara                       | Arjun Saluja                        | Zoya Akhtar                     | Farhan Akhtar, Abhay Deol, Katrina Kaif, Kalki Koechlin                                 |                                         |
| 2011  | Don 2                                          | Don déguisé                         | Farhan Akhtar                   |                                                                                         | Caméo                                   |
| 2012  | Agneepath                                      | Vijay Deenanath Chauhan             | Karan Malhotra                  | Sanjay Dutt, Rishi Kapoor, Priyanka Chopra                                              |                                         |
| 2013  | Main Krishna Hoon                              | Rahul                               | Rajiv S. Ruia                   |                                                                                         | Caméo                                   |
| 2013  | Krrish 3                                       | Krishna Mehra/Krrish                | Rakesh Roshan                   | Priyanka Chopra, Kangana Ranaut, Vivek Oberoi                                           |                                         |
| 2014  | Bang Bang                                      | Rajveer Nanda                       | Siddharth Anand                 | Katrina Kaif                                                                            |                                         |
| 2015  | Hey Bro                                        | Lui-même                            | Ajay Chandhok                   |                                                                                         | Cameo clip "Birju"                      |
| 2015  | "Dheere Dheere"                                | --                                  | Ahmed Khan                      | Sonam Kapoor                                                                            | Clip de Yo Yo Honey Singh               |
| 2016  | Mohenjo Daro                                   |                                     | Ashutosh Gowariker              | Pooja Hegde                                                                             |                                         |
| 2017  | Kaabil                                         |                                     | Sanjay Gupta                    | Yami Gautam                                                                             |                                         |
| 2019  | Super 30                                       | Anand Kumar                         | Vikas Bahl                      | Virendra Saxena ,Mrunal Thakur ,Nandish Singh ,Pankaj Tripathi,Amit Sadh, Krithi Shetty |                                         |
| 2019  | War                                            | Major Kabir Dhaliwal                | Siddharth Anand , Aditya Chopra | Tiger Shroff , Vaani Kapoor , Ashutosh Rana , Anupriya Goenka , Soni Razdan             |                                         |
| 2022  | Vikram Vedha                                   | Vedha                               |                                 |                                                                                         |                                         |
| 2024  | Fighter                                        | Patty                               | Siddharth Anand                 |                                                                                         |                                         |
| 2025  | War 2                                          | Major Kabir Dhaliwal                | Ayan Mukerji                    |                                                                                         |                                         |
| 2026  | Krrish 4                                       | Krrish                              | Karan Malhotra                  |                                                                                         |                                         |

## Récompenses
- Filmfare Awards

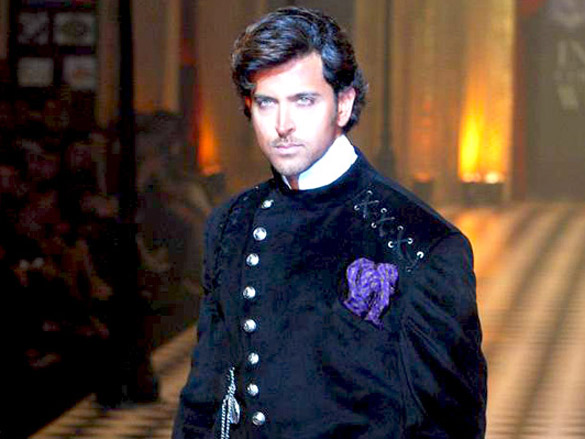
Hrithik Roshan qui défile pour un créateur

  - 2001 : Meilleur acteur débutant pour Kaho Naa… Pyaar Hai
  - 2001 : Meilleur acteur pour Kaho Naa… Pyaar Hai
  - 2004 : Meilleur acteur pour Koi... mil gaya
  - 2004 : Meilleur acteur (prix des critiques) pour Koi... mil gaya
  - 2007 : Meilleur acteur pour Dhoom 2
  - 2009 : Meilleur acteur pour Jodhaa Akbar
- IIFA Awards
  - 2001 : Meilleur acteur pour Kaho Naa… Pyaar Hai
  - 2004 : Meilleur acteur pour Koi... mil gaya
  - 2007 : Acteur le plus glamour de l'année
  - 2007 : Meilleur acteur pour Krrish
  - 2009 : Meilleur acteur pour Jodhaa Akbar
- Star Screen Awards
  - 2001 : Meilleur acteur pour Kaho Naa… Pyaar Hai
  - 2004 : Meilleur acteur pour Koi... mil gaya
  - 2007 : Meilleur acteur pour Krrish
  - 2009 : Meilleur acteur pour Jodhaa Akbar
- Zee Cine Awards
  - 2001 : Acteur le plus prometteur pour Kaho Naa… Pyaar Hai
  - 2001 : Meilleur acteur pour Kaho Naa… Pyaar Hai
  - 2004 : Meilleur acteur pour Koi... mil gaya
  - 2007 : Meilleur acteur pour Krrish
  - 2011 : Prix du jury du meilleur acteur pour Guzarish
- Stardust Awards
  - 2009 : Star de l'année pour Jodhaa Akbar
  - 2011 : Meilleur acteur dramatique pour Guzarish
  - 2012 : Meilleur acteur dramatique pour Zindagi Na Milegi Dobara
  - 2013 : Meilleur acteur dramatique pour Agneepath
- National Citizen's Award Delhi 2001. Ce prix récompense l'excellence dans différentes activités concernant la nation